# توکومس
توکومس (به آلمانی: Tuckum) در لتونی با جمعیت ۱۹٬۷۲۲ نفر است که در tukums municipality واقع شده‌است.